# Zwartteugelgraszanger
De zwartteugelgraszanger (Cisticola nigriloris) is een zangvogel uit de familie Cisticolidae.

## Verspreiding en leefgebied
Deze soort komt voor in zuidoostelijk Afrika, met name in noordelijk Malawi, noordoostelijk Zambia en zuidelijk Tanzania.

## Status
De grootte van de populatie is niet gekwantificeerd maar de soort wordt omschreven als vrij talrijk. Op de Rode lijst van de IUCN heeft deze soort de status niet bedreigd.